# Серо Гордо (Северна Каролина)
Серо Гордо (енгл. Cerro Gordo) град је у америчкој савезној држави Северна Каролина.

## Демографија
По попису из 2010. године број становника је 207, што је 37 (-15,2%) становника мање него 2000. године.
| Група             | 2000.       | 2010.       |
| Белци             | 183 (75,0%) | 161 (77,8%) |
| Афроамериканци    | 45 (18,4%)  | 22 (10,6%)  |
| Азијати           | 6 (2,5%)    | 0 (0,0%)    |
| Хиспаноамериканци | 6 (2,5%)    | 6 (2,9%)    |
| Укупно            | 244         | 207         |